# Ligne 1 du métro de Shanghai
Pour les articles homonymes, voir Ligne 1.
Ouverte en 1993, la ligne 1 est la première ligne ouverte du réseau métropolitain de la ville de Shanghai, en Chine. En 2017, elle comporte 28 stations pour une longueur totale de 36,4 km, depuis Rue Fujin au nord jusqu'à Xinzhuang au sud.
Le matériel roulant de la ligne a été fourni par le consortium GSMG (German Shanghai Metro Group), mené par la société Bombardier d'octobre 1992 à avril 1995.

## Stations
| Station                 | Anglais                                                            | Chinois             |
| ----------------------- | ------------------------------------------------------------------ | ------------------- |
| Xinzhuang               | Xinzhuang Station                                                  | 莘庄站              |
| Rue Waihuan             | Waihuanlu station                                                  | 外环路站            |
| Rue Lianhua             | Lianhua Road station                                               | 莲花路站            |
| Parc Jinjiang           | Jinjiang Park station                                              | 锦江乐园站          |
| Gare de Shanghai-Sud    | Shanghai South Railway Station station                             | 上海南站站          |
| Rue Caobao              | Caobao Road station                                                | 漕宝路站            |
| Shanghai Indoor Stadium | Shanghai Indoor Stadium station                                    | 上海体育馆站        |
| Xujiahui                | Xujiahui station                                                   | 徐家汇站            |
| Rue Changshu            | Changshu Road station                                              | 常熟路站            |
| Rue Hengshan            | Hengshan Road station                                              | 衡山路站            |
| Rue Shaanxi sud         | South Shaanxi Road station                                         | 陕西南路站          |
| Rue Hanzhong            | Hanzhong Road station                                              | 汉中路站            |
| Rue Xinzha              | Xinzha Road station                                                | 新闸路站            |
| Gare de Shanghai        | Shanghai Railway Station station                                   | 上海火车站站        |
| Rue Zhongshan nord      | North Zhongshan Road station                                       | 中山北路站          |
| Rue Huangpi sud         | Site of the First CPC National Congress·South Huangpi Road station | 一大会址·黄陂南路站 |
| Place du Peuple         | People's Square station                                            | 人民广场站          |
| Shanghai Circus World   | Shanghai Circus World station                                      | 上海马戏城站        |
| Rue Yanchang            | Yanchang Road station                                              | 延长路站            |
| Rue Wenshui             | Wenshui Road station                                               | 汶水路站            |
| Pengpu Xincun           | Pengpu Xincun station                                              | 彭浦新村站          |
| Rue Gongkang            | Gongkang Road station                                              | 共康路站            |
| Tonghe Xincun           | Tonghe Xincun station                                              | 通河新村站          |
| Rue Hulan               | Hulan Road station                                                 | 呼兰路站            |
| Gongfu Xincun           | Gongfu Xincun station                                              | 共富新村站          |
| Autoroute Bao'an        | Bao'an Highway station                                             | 宝安公路站          |
| Rue Youyi ouest         | West Youyi Road station                                            | 友谊西路站          |
| Rue Fujin               | Fujin Road station                                                 | 富锦路站            |